# Martin's Additions (Maryland)
Martin’s Additions es una villa ubicada en el condado de Montgomery en el estado estadounidense de Maryland. En el año 2010 tenía una población de 933 habitantes y una densidad poblacional de 3.110 personas por km².

## Geografía
Martin’s Additions se encuentra ubicado en las coordenadas 38°58′59″N 77°4′29″O / 38.98306, -77.07472.

## Demografía
Según la Oficina del Censo en 2000 los ingresos medios por hogar en la localidad eran de $135.443 y los ingresos medios por familia eran $144.939. Los hombres tenían unos ingresos medios de $100.000+ frente a los $91.112 para las mujeres. La renta per cápita para la localidad era de $59.502. Alrededor del 1,2% de la población estaba por debajo del umbral de pobreza.